# Campeonato de Fútbol de Costa Rica 1932
La temporada 1932 de la Liga Nacional fue la 12.ª edición de la máxima categoría del sistema de Ligas costarricenses de fútbol.
El Herediano se convirtió en el primer tricampeón del fútbol federado costarricense. Para esta temporada debutaron los equipos de Buenos Aires, Hispano Atlético y México.

## Sistema de competición
La competición constó de un grupo único integrado por ocho clubes. Siguiendo un sistema de liga, los ocho equipos se enfrentaron todos contra todos en dos ocasiones sumando un total de 14 jornadas. La clasificación final se estableció con arreglo a los puntos obtenidos por los equipos en cada enfrentamiento, a razón de dos por partido ganado, uno por empatado y ninguno en caso de derrota.

## Clubes participantes
Ocho equipos tomaron parte de la temporada de la Liga Nacional de Fútbol. Buenos Aires, Hispano Atlético y México hicieron su debut.
| Equipo              | Ciudad     | Estadio  |
| ------------------- | ---------- | -------- |
| Alajuelense         | Alajuela   | Nacional |
| Buenos Aires        | Puntarenas | Nacional |
| Gimnástica Española | San José   | Nacional |
| Herediano           | Heredia    | Nacional |
| Hispano Atlético    | San José   | Nacional |
| La Libertad         | San José   | Nacional |
| México              | San José   | Nacional |
| Orión               | San José   | Nacional |

## Desarrollo
Para la temporada disputada en 1932 se inscribieron ocho equipos, una cantidad numerosa para aquellos años ya que la cantidad máxima de equipos que habían participado en un solo torneo se había limitado a siete en 1921. De esos ocho conjuntos inscritos en la máxima categoría, tres hacían su debut y se trataba del Buenos Aires, el Club Sport México y el Hispano Atlético, los últimos dos de presencia efímera en la liga.
Con el favoritismo florense, el protagonismo acostumbrado de La Libertad, las sorpresas que acostumbraban proporcionar la Gimnástica, el Orión y Alajuela y la incertidumbre por observar nuevos equipos como Buenos Aires, México, e Hispano Atlético, se puso en marcha un torneo que se distinguió por los marcadores elevados y juegos reñidos principalmente entre orionistas, heredianos, libertos y gimnásticos ya que la tabla de posiciones dictó la poca diferencia entre el primer y cuarto lugar con solo tres puntos de distancia.
Al final del campeonato el Hispano Atlético, equipo representante de la provincia de San José, recibió la astronómica cifra de 54 goles en contra, una situación que no adquiere discusión ya que en sus enfrentamientos particulares contra sus rivales de turno en las dos vueltas correspondientes recibió goleadas abultadas; de hecho el único encuentro en que logró sonreír y que a la postre sería la única victoria de los azules hispanos, fue contra el Club Sport México al que derrotó tres goles a uno en la primera vuelta.
El campeón herediano por su parte cayó vencido únicamente en tres ocasiones; la primera contra el debutante Buenos Aires cinco a dos, luego ante el equipo de la "Constelación" por dos a tres y finalmente en la segunda vuelta contra otro debutante, el México; los tres echaron por la borda una vez más los deseos rojiamarillos de alzarse con el título de manera invicta.
La temporada de 1932 significó la bienvenida para tres nuevos equipos. En el caso de bonaerenses y mexicanistas tendrían más oportunidades en campeonatos venideros con algún grado de protagonismo, los hispanos por su parte compitieron por única vez en el máximo circuito de liga; de la misma manera el Herediano hizo historia al alcanzar su primer triplete y seguía destacándose como el cuadro más poderoso del país.

### Clasificación
| Pos. | Equipo                 | Pts. | PJ | G | E | P  | GF | GC | Dif. | Notas             |
| ---- | ---------------------- | ---- | -- | - | - | -- | -- | -- | ---- | ----------------- |
| 1    | C. S. Herediano        | 20   | 14 | 9 | 2 | 3  | 50 | 21 | +29  | Primer tricampeón |
| 2    | Gimnástica Española    | 19   | 14 | 8 | 3 | 3  | 43 | 29 | +14  |                   |
| 3    | Orión F. C.            | 17   | 14 | 7 | 3 | 4  | 42 | 27 | +15  |                   |
| 4    | C. S. La Libertad      | 16   | 14 | 8 | 0 | 6  | 41 | 24 | +17  |                   |
| 5    | C. S. Buenos Aires     | 16   | 14 | 8 | 0 | 6  | 38 | 32 | +6   |                   |
| 6    | L. D. Alajuelense      | 14   | 14 | 7 | 0 | 7  | 24 | 28 | −4   |                   |
| 7    | C. S. México           | 6    | 14 | 3 | 0 | 11 | 17 | 55 | −38  |                   |
| 8    | C. S. Hispano Atlético | 3    | 14 | 1 | 1 | 12 | 13 | 54 | −41  |                   |

 Fuente: RSSSF
Criterios de clasificación: Puntos · Diferencia de goles · Goles a favor
|                                    |
|                                    |
| Campeón C. S. Herediano 7.º título |

## Estadísticas

### Plantilla del campeón
La nómina completa de la temporada 1932 del Herediano que se proclamó campeón por séptima vez en su historia, alcanzando el primer tricampeonato del fútbol federado en Costa Rica.
1. Abel Sandoval
2. Aníbal Varela
3. Braulio Morales
4. Carlos Arroyo
5. Carlos Rodríguez
6. Eladio Rosabal
7. Elías Quesada
8. Francisco Fuentes
9. Godofredo Ramírez
10. Guillermo Pérez
11. Ismael Quesada
12. Jeremías Vargas
13. José Salazar
14. Milton Valverde
15. Rafael Herrera
16. Rodolfo Jones
17. Santiago Bonilla
18. Santiago Campos

### Otros datos
- Máximo goleador: Hernán Bolaños con 14 goles (Orión F. C.)[2]
- Total de goles marcados: 265
- Otra de las goleadas históricas de los campeonatos de fútbol le propinó el Orión al equipo México al derrotarlos 10-1 en la primera vuelta del certamen.
- En los primeros meses del año, Alajuelense se desplazó a Perú y Ecuador para efectuar una serie de encuentros contra equipos como Universitario y Alianza Lima, entre otros. Lo anterior tratando de emular la participación que tuvo en México un año antes, sin embargo en esta ocasión se trajo cinco derrotas, un empate y un triunfo. Esta participación rojinegra en Sudamérica representó la primera salida de un equipo nacional a esas tierras.
- En diciembre visitó el país un combinado argentino el cual se desconoce si era la selección, y fue vencido en Costa Rica por el Herediano.
- Herediano hizo historia en el campeonato de liga al conseguir tres títulos de forma consecutiva.